# Jo de Roo
Johan o Johannès o Jo de Roo (Schore, Kapelle, 5 de juliol de 1937) és un ciclista neerlandès, ja retirat, que fou professional entre 1958 i 1968.
Durant la seva carrera professional aconseguí 52 victòries, entre les quals destaquen la Bordeus-París de 1962, la París-Tours de 1962 i 1963, la Volta a Llombardia de 1962 i 1963 i el Tour de Flandes de 1965. Al mateix temps guanyà tres etapes al Tour de França i una a la Volta a Espanya. El 1962 fou escollir ciclista neerlandès de l'any.

## Palmarès en carretera
- 1957
  - 1r al Omloop der Kempen
- 1958
  -  Campió dels Països Baixos de clubs
  - Vencedor d'una etapa de la Volta als Països Baixos
- 1959
  - 1r del Tour de Flandes B
- 1960
  - 1r del Giro a Sardenya i vencedor d'una etapa
  - Vencedor d'una etapa de la Volta als Països Baixos
- 1961
  -  Campió dels Països Baixos de clubs
  - 1r al Gran Premi de Mònaco
  - 1r del Manx Trophy
- 1962
  -  Campió dels Països Baixos de clubs
  - 1r del Super Prestige Pernod International
  - 1r de la Volta a Llombardia
  - 1r de la París-Tours
  - 1r de la Bordeus-París
  - Vencedor d'una etapa del Tour de l'Aude
  - Vencedor d'una etapa del Tour del Sud-est
  - Vencedor d'una etapa del Gran Premi del Midi Libre
- 1963
  - 1r de la Volta a Llombardia
  - 1r de la París-Tours
  - 1r a l'Acht van Chaam
- 1964
  -  Campió dels Països Baixos en ruta
  - 1r a l'Acht van Chaam
  - Vencedor d'una etapa del Tour de França
  - Vencedor d'una etapa del Gran Premi del Midi Libre
- 1965
  -  Campió dels Països Baixos en ruta
  - 1r del Tour de Flandes
  - Vencedor d'una etapa del Tour de França
  - Vencedor d'una etapa de la Volta als Països Baixos
- 1966
  - 1r del Circuit Het Volk
  - 1r al Gran Premi de la vila de Zottegem
  - 1r del Premi de Nieuwerkerken Waas
  - 1r del Premi d'Hoogstraeten
  - Vencedor d'una etapa del Tour de França
  - Vencedor d'una etapa de la Volta a Espanya
- 1967
  - 1r a l'Acht van Chaam

### Resultats al Tour de França
- 1960. Abandona (14a etapa)
- 1964. 43è de la classificació general. Vencedor d'una etapa
- 1965. 55è de la classificació general. Vencedor d'una etapa
- 1966. Abandona (17a etapa). Vencedor d'una etapa
- 1967. 76è de la classificació general

### Resultats a la Volta a Espanya
- 1966. Abandona (18a etapa). Vencedor d'una etapa

### Resultats al Giro d'Itàlia
- 1960. Abandona (4a etapa)
- 1967. Abandona

## Palmarès en pista
- 1959
  - 1r dels Sis dies d'Anvers (amb Jan Palmans)